# Geschützter Landschaftsbestandteil Lindengruppe westlich Padberg
Der Geschützte Landschaftsbestandteil Lindengruppe westlich Padberg mit einer Flächengröße von 0,05 ha liegt westlich von Padberg im Stadtgebiet von Marsberg. Das Gebiet wurde 2001 mit dem Landschaftsplan Hoppecketal durch den Kreistag des Hochsauerlandkreises als Geschützter Landschaftsbestandteil (LB) ausgewiesen. Der LB ist umgeben vom Landschaftsschutzgebiet Hoppecke-Diemel-Bergland.

## Beschreibung
Der Landschaftsplan führt zum LB aus: „Am Nordrand des Weges von Padberg zum Raumberg wird ein Bildstock von einer alten Lindengruppe umrahmt. Durch den dahinter liegenden Waldbestand hält sich ihre Fernwirkung in Grenzen; die sechs Großbäume treten jedoch örtlich als erhaltenswertes Ensemble hervor.“

## Schutzzweck
Die Ausweisung als LB erfolgte:
- Zur Erhaltung, Entwicklung oder Wiederherstellung der Leistungs- und Funktionsfähigkeit des Naturhaushaltes
- Zur Belebung, Gliederung oder Pflege des Orts- und Landschaftsbildes
- Zur Abwehr schädlicher Einwirkungen

Der LB stellt, wie die anderen LBs im Landschaftsplangebiet, einen herausragenden Lebensraum für die ökologischen Leistungsfähigkeit des Naturhaushaltes dar. Dient ferner als landschaftsgliederndes und -belebendes Element. Die Ausweisung dient der Abwehr realer oder potenzieller schädlicher Einwirkungen durch Pflanzenentnahme, Relief- oder Gewässerveränderungen usw.